# Тянь-шанская коровка
Коровка тянь-шанская, или коровка тяньшанская (лат. Coccinella tianshanica) — редкий высокогорный вид жуков из семейства божьих коровок, эндемик Тянь-Шаня. Охраняется на территории Казахстана.

## Описание
Жук длиной 4—6 мм. Тело полушарообразное, выпуклое. Голова и грудь чёрного цвета, плоские. Боковые пятна на переднеспинке белого цвета. Брюшко состоит из 6 свободных члеников. Нижняя сторона тела и ноги также чёрные. Эпимеры средне- и заднегруди белые. Надкрылья сильно выпуклые, овальные, красные или оранжево-красные, с чёрными точками, количество которых составляет девять (одна прищитковая и 4 на каждом из надкрылий), по размерам неравными друг другу. Молодые особи жуков всегда характеризуются яркой окраской, которая постепенно блёкнет и становится более тусклой. Крылья по длине примерно равны телу. Базальная лопасть генитального аппарата самцов округло-четырехугольная с прямыми боками, на своей вершине имеет отросток.

## Биология
Жуки и их личинки коровки тянь-шанской являются активными хищниками, которые питаются тлями на полыни. Жуки встречаются на протяжении всего периода с мая по сентябрь. Зимуют имаго. В кладке приблизительно 20 яиц.
Потревоженный жук притворяется мёртвым (танатоз) и выпускает из суставов ног неприятную на вкус и резкую по запаху жидкость — гемолимфу, содержащую кантаридин и тем самым ядовитую для большинства насекомых и птиц. 
Коровка тянь-шанская характеризуется целым рядом адаптивных черт, выработавшихся как приспособительные к жизни в условиях высокогорий — развитие вида происходит только в одном поколении за год; локальное распространение ограниченными очагами, что облегчает встречу самок и самцов для спаривания.
Куколки и яйца коровки тянь-шанской располагаются на отдельных травянистых растениях, что обеспечивает их прогревание в условиях горного климата и большую безопасность при часто бывающих ветрах в высокогорьях.

## Ареал
Редкий высокогорный вид. Является эндемиком Средней Азии. Известен по находкам из нескольких локальных точек северо-восточного Тянь-Шаня (хребты Тау-Чилик, Кегень, Нарын). Встречается локально и редко, но в местах своего обитания общая численность может быть довольно высокой. 
Жуки населяет высокогорные степи на высотах от 1600 до 1800 метров над уровнем моря.

## Численность и охрана
Редкий вид. Негативно влияние на численность этого вида влияет сокращение, уничтожение и обеднение мест обитания жуков в результате антропогенного воздействия — освоения территорий, преимущественно из-за выпаса скота на высокогорных пастбищах.
Коровка тянь-шанская включена в последнее, 4-е издание Красной книги Казахстана (2006) с категорией «редкий вид».